# Zeta Normae
Zeta Normae (ζ Normae) é uma estrela na constelação de Norma. Com uma magnitude aparente visual de 5,77, é uma estrela pouco brilhante visível a olho nu em excelentes condições de visualização. De acordo com sua paralaxe de 14,20 milissegundos de arco (mas) medida pela sonda Gaia, está localizada a uma distância de 230 anos-luz (70 parsecs) da Terra. Possui um alto movimento próprio de 107 mas por ano, e está se aproximando do Sol com uma velocidade radial de -46 km/s.
Esta é uma estrela evoluída de classe F classificada com um tipo espectral de F2IV/V ou F2III, o que indica que já saiu ou está saindo da sequência principal, tendo se expandido e esfriado no processo. Estima-se que tenha uma idade de 1,5 bilhões de anos com uma massa de 1,74 vezes a massa solar. Está brilhando com cerca de 17 vezes a luminosidade solar e tem uma temperatura efetiva de 6 810 K. Sua metalicidade é inferior à solar, com uma abundância geral de metais equivalente a 79% da solar. Não possui estrelas companheiras conhecidas.